# Geltingia
Geltingia is een monotypisch geslacht van schimmels behorend tot de familie Helicogoniaceae. Het bevat alleen Geltingia associata.